# بسماتيك الأول
| ra | wAH | ib |

| ra | wAH | ib |

| ra | wAH | ib |

| ra | wAH | ib |

| ra | wAH | ib |

| ra | wAH | ib |

| ra | wAH | ib |

| ra | wAH | ib |

| p · z | m | T · k |

| p · z | m | T · k |

| p · z | m | T · k |

| p · z | m | T · k |

| p · z | m | T · k |

| p · z | m | T · k |

| p · z | m | T · k |

| p · z | m | T · k |

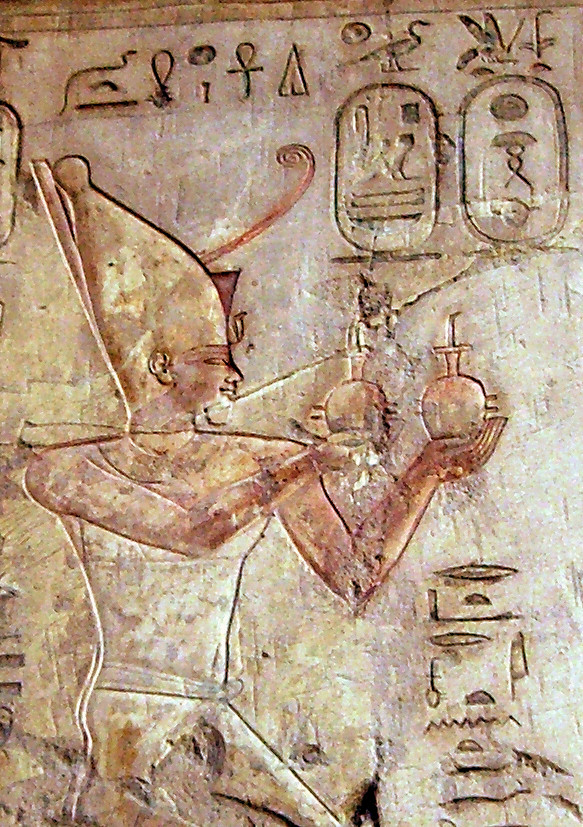
پسماتيك الأول

پسماتيك الأول Psamtik I أو كما يعرفه الإغريق Psammeticus ،كان أول فراعنة سايس الست، من الأسرة السادسة والعشرون. طرد الآشوريين من مصر ونقل بسماتيك الأول العاصمة إلى سايس في ذلك الوقت. قصة هيرودوت عن الدوديكارخي (حكم الإثنا عشر) وصعود بسماتيك الأول للحكم أغلب الظن أنها خيالية. من المعلوم من كتابات مسمارية أن عشرين أميراً معينين من قبل اسرحدون (ملك آشور) ومرسمين من قبل آشور بانيبال لحكم مصر. نخاو الأول، والد بسماتيك الأول، كان زعيم هؤلاء الأمراء. ويبدو أن هؤلاء الأمراء فشلوا في الحفاظ على مصر للآشوريين المكروهين من الشعب أمام هجمات النوبيين المحبوبين من الشعب، الآتين من مملكة كوش من الجنوب.
وحسب المؤرخ الإغريقي هيرودوت، أن اللابيرنث (قصر التيه) الذي بناه سنوسرت الثالث من الأسرة الثانية عشر كان مقر الدوديكارخي، أي حكم الإثني عشر، والتي غالباً ما تكون تحريفاً للأمراء العشرين بعد وفاة والده. تمكن بسماتيك الأول  من تحرير مصر من سيطرة الآشوريين، واستعاد رخاء مصر خلال فترة حكمه الطويلة التي امتدت 54 عامًا.
وحد بسماتيك الأول مصر في العام الثامن من حكمه عندما أرسل أسطولاً قوياً في مارس 656 ق.م. إلى طيبة وأجبر شبنؤبت الثانية زوجة آمون على اتخاذ ابنته نيتوكريس الأولي كوريثة لها. كما دوّن في مسلة التبني نجاحه في السيطرة على طيبة، وحطم آخر مظاهر سيطرة الأسرة النوبية على مصر العليا بقيادة تنوت اماني. نيتوكريس ابنة بسماتيك الأول بقيت في منصبها في طيبة لمدة 70 عاماً من 656 ق.م. حتى وفاتها في 585 ق.م. . بعد ذلك قام إبسماتيك الأول بالعديد من الحملات ضد هؤلاء الحكام الإقليميين الذين عارضوا توحيده لمصر. أحد انتصاراته على عصابات ليبية ذكرت في مسلة من العام 10-11 من عهده في واحة الداخلة.
وقد كان بسماتيك الأول فرعونا عظيمًا لمصر حيث حررها من الآشوريين. ثم أسس علاقات وطيدة مع الإغريق وشجع العديد منهم على الاستقرار في مصر، وأنشأ مستوطنات لهم وشجعهم على الانخراط في الجيش المصري. كما نشطت التجارة بين مصر واليونان في ذلك العهد، وكانت سايس مركزا تجاريا هاما لمصر مع اليونان ودول البحر الأبيض المتوسط.
ويروي هيرودوت قصة عن بسماتيك الأول  في الباب الثاني من كتابه، «التواريخ». أثناء سفره إلى مصر، سمع هيرودوت أن پْسِمّاتيخوس (بسماتيك الأول) أراد أن يعرف أصل اللغات بإجراء تجربة بطفلين رضيعين. أعطى پسماتيك الطفلين لراعي وأمره برعايتهما على ألا يتحدث إليهما على الإطلاق، على أن يعود الراعي إلى الملك لدى سماعه أول الكلمات التي ينطقها الطفلان، ليرى بأي لغة تكون. الافتراض كان أن أول الكلمات المنطوقة ستكون باللغة الجذرية التي هي أم كل اللغات الأخرى. وعندما صاح أحد الطفلين «بـِكوس» وهو ماد لذراعيه استنتج الراعي أن الكلمة من اللغة الفريجية لأن الكلمة كانت تعني «خبز» بالفريجية. وبذلك استنتجوا أن الفريجيين هم أقدم من المصريين. صحة قصة هيرودوت، مثل الكثير من قصصه، مشكوك بها.

## وفاة بسماتيك الأول
وجد ملك آشور آشور أوباليط الثاني محرجا في هجوم شنه عليه ملك بابل «نبوبولاسر» في عام 610 قبل الميلاد. فاستنجد ببسماتيك الأول فرعون مصر لمساعدته ضد بابل. استجاب له بسماتيك الأول ونزح بالجيش المصري إلى المحمية العسكرية المصرية في شرق الدلتا، وهي محمية تل الدفنة لكي يعد العدة للذهاب إلى آشور. ولكن بسماتيك الأول توفي في المحمية، ويعتقد أن جسمه قد حنط هناك
.
وقد حدد يوم وفاة بسماتيك الأول عن طريق توافقه مع كسوف الشمس الذي حدث في 23 سبتمبر 610 قبل الميلاد. ومن المخطوطات أن الفرعون نخاو الثاني اعتلى عرش مصر في يوم 24 سبتمبر 610 قبل الميلاد. أي أن وفاة بسماتيك الأول قد جدثت قبل حدوث كسوف الشمس بأيام قليلة.
كان كسوف الشمس كليا فوق إسبانيا وفرنسا، وظهر في مصر في هيئة كسوف جزئي في ذلك الوقت.
وتصادف أن كسوف الشمس حدث في نفس الوقت الذي يتفق مع بدء عيد أمون-رع في طيبة، مما كان يعتبر من سوء الطالع. بعد وفاة بسماتيك الأول تولى إبنه نخاو الثاني عرش مصر.

## العثور على تمثال له

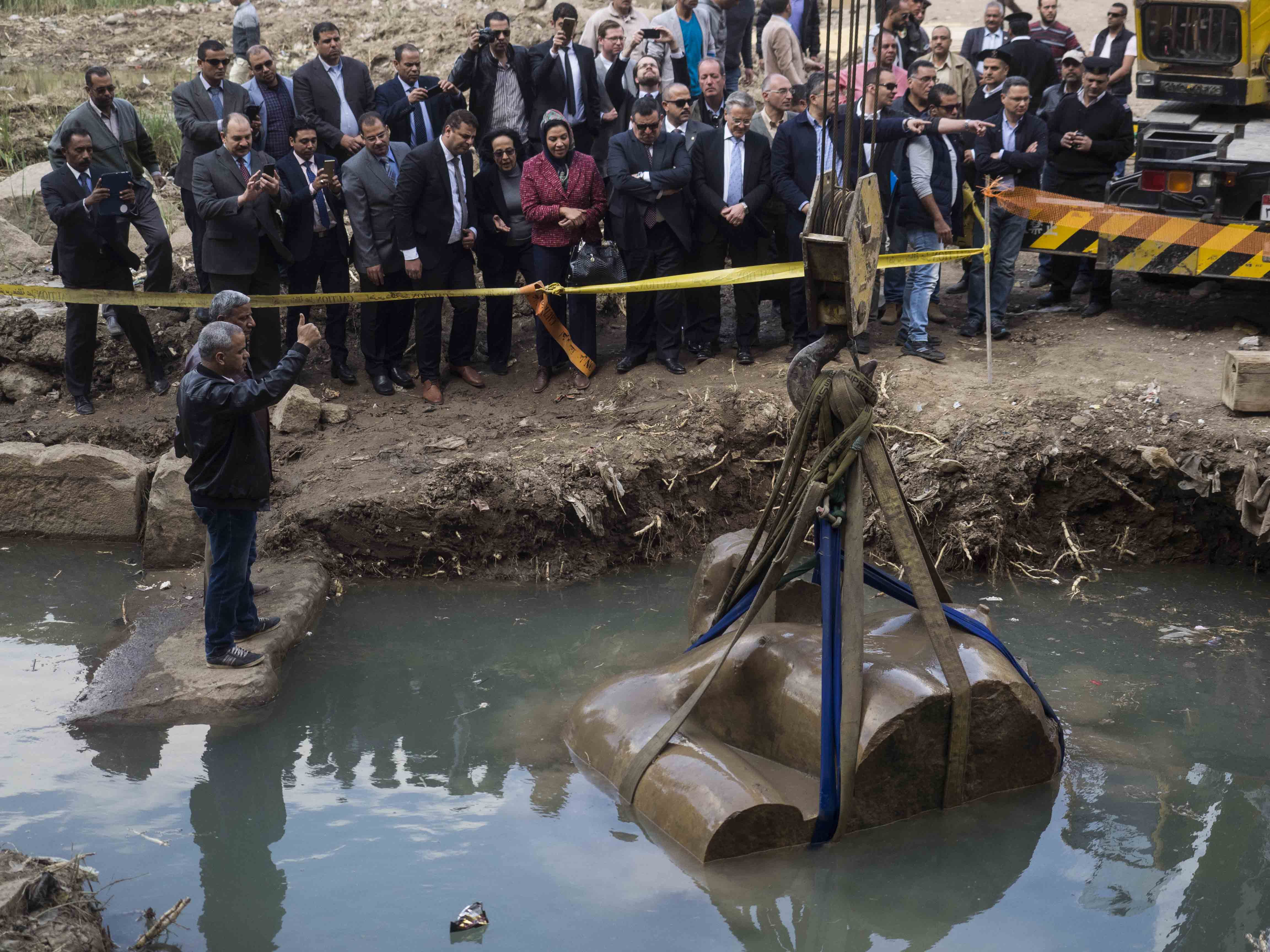
إخراج تمثال بسماتيك الأول

في مارس 2017 عثر في حفرة في حي المطرية في مصر، التي كانت في القديم بالقرب من هليوبولس تمثال مكسور يبلغ ارتفاعه 8 متر وهو من الكوارزيت. واعتقد علماء الآثار في البدء أن التمثال لـ رمسيس الثاني، ولكن بتحري الكتابة الموجودة علي التمثال ظهر تعبير «نبا»
Nebaa مما يشير إلى بسماتيك الأول، فيكون بذلك هو أول فرعون يتخذ هذا الإسم النبتي.